# Louis Ridel
Cet article possède un paronyme, voir Louise Riddell.
Louis Marie Joseph Ridel, né le 12 février 1866 à Vannes et mort le 10 novembre 1937 à Paris (13e arrondissement), est un peintre, sculpteur, médailleur, décorateur français.

## Biographie
Louis Ridel étudie à l'Académie Julian puis sous la direction de Gustave Moreau à l'école des Beaux-Arts de Paris en 1889 (en compagnie de Matisse, Camoin, Marquet et Rouault). Il expose au Salon des artistes français entre 1893 et 1935, au salon des Tuileries entre 1927 et 1934, à l'exposition universelle de Gand en 1913 et à la célèbre galerie Georges Petit (1909-1910). Les œuvres de l'artiste sont présentes dans les musées de Nantes, Strasbourg, Pont-Aven mais aussi Tokyo, Buenos Aires et Rio de Janeiro.
Ce peintre symboliste, ami d'Aman-Jean, Maxence et Albert Besnard, représentait essentiellement des femmes de la bourgeoisie, éthérées et diaphanes ou des paysages de sa région natale, la Bretagne.
Il reçoit des commandes officielles pour le Sénat, le ministère des Travaux publics ou encore la mairie du XIIe arrondissement de Paris. Il est inhumé au cimetière de Boismoreau de Vannes.

## Récompenses
En 1896, Louis Ridel obtient une mention honorable du Salon des artistes français, puis une médaille de troisième classe en 1898 et de deuxième classe en 1900. En 1901, il est hors concours.

## Distinctions
En 1909, Louis Ridel est nommé chevalier dans l'ordre national de la Légion d'honneur par décret du 23 janvier 1909.